# Сигнальне
Сигна́льне — село (до 2011 року — селище) Докучаєвської міської громади Кальміуського району Донецької області, Україна. У селі мешкає 281 особа.

## Загальна інформація
У селі бере початок р. Сухі Яли. Відстань до Мар'їнки становить близько 24 км і проходить переважно автошляхом Н15.
Територія села межує з смт Оленівка Волноваського району Донецької області.
Перебуває на території, яка тимчасово захоплена проросійськими бойовиками.

## Населення

### Мова
Розподіл населення за рідною мовою за даними перепису 2001 року:
| Мова       | Кількість | Відсоток |
| ---------- | --------- | -------- |
| українська | 158       | 56.23%   |
| російська  | 118       | 41.99%   |
| білоруська | 4         | 1.42%    |
| болгарська | 1         | 0.36%    |
| Усього     | 281       | 100%     |

За даними перепису 2001 року населення села становило 281 особа, з них 56,23 % зазначили рідною мову українську, 41,99 % — російську, 1,42 % — білоруську та 0,36 % — болгарську мову.